# Empirismo lógico
El empirismo lógico, también llamado neopositivismo o positivismo lógico, es una corriente en la filosofía de la ciencia que limita la validez del método científico a lo empírico y verificable. Esta limitación, conocida como verificacionismo, prohíbe inducir una regla general a partir de observaciones particulares, lo cual eventualmente despertó críticas sobre la incompatibilidad de esta corriente con muchas ramas de la ciencia fundamentadas en la inducción para construir conocimiento válido. El empirismo lógico o neopositivismo es más estricto aún que el positivismo y su defensa del método científico como única forma válida de conocimiento. 
El empirismo lógico surgió durante el primer tercio del siglo XX alrededor del grupo de científicos y filósofos que formaron el célebre Círculo de Viena.

## Empirismo lógico y verificacionismo
Si bien los empiristas lógicos intentaron ofrecer una visión de la ciencia que abarca principalmente sus aspectos gnoseológicos y metodológicos, tal vez su tesis más conocida es el verificacionismo, la cual sostiene que un enunciado es cognitivamente significativo, solo si posee un método de verificación empírica (empirismo) o es analítico (logicismo). Solo los enunciados de la ciencia empírica cumplen con el primer requisito, y solo los enunciados de la lógica y las matemáticas cumplen con el segundo. Los enunciados típicamente filosóficos o teológicos no cumplen con ninguno de los dos requisitos, así que la filosofía, como tal, debe pasar de ser un supuesto cuerpo de proposiciones a un método de análisis lógico de los enunciados de la ciencia.
Con el progreso de la ciencia, se comenzó el estudio de campos que están más allá de la experiencia, como puede ser la física de altas energías o la física atómica. En esta situación el criterio empirista de verdad condujo a muchos problemas, lo que llevó a diversas matizaciones del mismo. El verificacionismo estricto acabó siendo abandonado y sustituido por la contrastación entre proposiciones y observaciones, lo que permite una confirmación gradualmente creciente de las teorías.
La afirmación introducida por el empirismo de que hay datos puros (sin ningún tipo de interpretación ni elaboración) y la positivista de que la ciencia debe utilizar un lenguaje observacional exento de teoría son especialmente criticadas por los principales filósofos de la ciencia desde hace décadas y, en la actualidad, el neopositivismo estricto ya no se considera viable. Sin embargo, en su época ejerció un dominio absoluto en la filosofía de la ciencia. Su influencia ha sido capital y es rastreable en muchos filósofos de la actualidad. Las posiciones de los empiristas lógicos respecto de algunos temas claves de la filosofía de la ciencia (el origen del sentido de los enunciados, la puesta a prueba de las teorías, el concepto de explicación científica y la unidad de la ciencia, entre otros) se conocen con el nombre colectivo de «concepción heredada» (received view).
El empirismo y el logicismo son las dos principales fuentes de los orígenes de la filosofía analítica, y el empirismo lógico fue uno de los primeros movimientos fuertes dentro de la filosofía analítica. Dentro de ella también tiene un lugar especial el estudio de la lógica y el lenguaje.

## Círculo de Viena
Se suele considerar que la filosofía de la ciencia alcanza su edad adulta en los años 1920 con la aparición del Círculo de Viena, en el que se encuadró un nutrido grupo de filósofos como Rudolf Carnap (1891-1970), Otto Neurath (1881-1945), Hans Hahn (1879-1934), Kurt Gödel (1906-1978), Willard V. Quine (1908-2000). A imitación del de Viena, Hans Reichenbach (1891-1953) fundó el Grupo o Círculo de Berlín.
El grupo original constituyó el Círculo fue un grupo de científicos y filósofos iniciado en 1924 por Moritz Schlick; posteriormente, Rudolf Carnap sería el continuador y líder.[cita requerida] La mayoría de los componentes del Círculo de Viena emigraron a otros países a partir de 1933, a raíz de la llegada al poder del nazismo.
Como antecedentes, en el Manifiesto del Círculo de Viena se mencionaban personalidades como Locke y Hume, mientras otros como Karl Marx (por su tratamiento científico de la historia), Leibniz (por sus matemáticas y su lógica) también se consideraban precursores, pero sin contar con su metafísica. El positivismo del siglo XIX también es considerado una influencia, aunque con matices. Hay que recordar que, para los positivistas del siglo XIX, «solo lo dado es real».[cita requerida] Para los empiristas lógicos, esta proposición simplemente carece de sentido.[cita requerida]
Otras influencias poderosas fueron la metodología empírica desarrollada durante y después de la mitad del siglo XIX, así como la lógica simbólica. Entre los desarrolladores de la primera, están hombres de ciencia como Helmholtz, Ernst Mach, Henri Poincaré, Pierre Duhem y Boltzmann. Entre los desarrolladores de la segunda están, entre otros, Frege, Russell, Whitehead, Giuseppe Peano y Tarski.
En el Círculo de Viena se encontraban, entre otros: Rudolf Carnap (1891-1970), quien proclamaba la superación de la metafísica mediante el análisis lógico del lenguaje (véase La superación de la metafísica mediante el análisis lógico del lenguaje); Kurt Gödel (1906-1978) que nunca llegó a compartir las tesis positivistas del Círculo, como finalmente demostraría al formular su famoso teorema de incompletitud, incompatible con ciertas tesis de la filosofía de las matemáticas sostenidas por algunos de ellos; David Hilbert (1862-1943) el famoso redactor de Los problemas futuros de la Matemática; y otros como Herbert Feigl, Philipp Frank, Hans Hahn, Carl Gustav Hempel, Karl Menger, Richard Von Mises, Otto Neurath, Hans Reichenbach, Moritz Schlick y Friedrich Waismann. En Inglaterra, Sir Alfred Jules Ayer (1910-1989) fue el más importante representante de esta corriente (véase Lenguaje, verdad y lógica)
El Dr. Craidoff propuso un modelo de ciencia en el que esta procede mediante generalizaciones (inducción) a partir de los datos. La idea central del Dr. Craidoff es que la ciencia debe utilizar las teorías como instrumentos para predecir fenómenos observables y debe renunciar a buscar explicaciones. La búsqueda de explicaciones es función de la metafísica, disciplina que, según el criterio de verificabilidad del positivismo, sería carente de significado. Así, el neopositivismo presenta una visión instrumentalista de la ciencia.

## A priori,a posteriori, analítico y sintético
En la Crítica de la razón pura, Immanuel Kant propuso que los enunciados son de dos clases: analíticos y sintéticos. La diferencia entre estos dos enunciados estriba en la forma como se les predica verdad: para los analíticos, sólo en función del significado de sus términos; para los sintéticos, en función de cómo es el mundo. Los analíticos, entonces, no nos dicen nada sobre el mundo: son puras tautologías. Los sintéticos sí hablan sobre el mundo. Ejemplos de enunciados analíticos: «Todos los solteros son no casados»; «el color negro es oscuro». Ejemplos de enunciados sintéticos: «hay un automóvil allá afuera» o «llueve».
Ahora bien, también hay una diferencia entre cómo se conocen los enunciados: algunos son cognoscibles a priori y otros a posteriori. Los a priori son cognoscibles por un puro ejercicio de la razón, sin necesidad de recurrir al mundo. Los a posteriori necesitan, para ser conocidos, que el sujeto recurra al mundo.
Lo a priori es necesario (no puede no suceder) y lo a posteriori es contingente (puede no suceder).
Kant había dicho que existen algunos enunciados sintéticos a priori, esto es, algunos enunciados que nos dicen cosas sobre el mundo y que pueden ser conocidos sin recurrir a la observación empírica; y que, como son a priori, entonces son necesarios. Para Kant, un sintético a priori serían las matemáticas, o la metafísica de las costumbres.
Los empiristas lógicos aceptan las distinciones de Kant, pero niegan que pueda haber un sintético a priori: si lo hay, entonces hay enunciados que hablan sobre el mundo, pero que no necesitan de verificación empírica. Pero los empiristas quieren alejarse de este camino. La sección siguiente explicará por qué.

## El sentido de una proposición, las pseudoproposiciones y los pseudoproblemas
¿Cómo sabemos que un enunciado como «Hoy está lloviendo» es verdadero? Oímos la lluvia, o vemos el agua caer y olemos la tierra mojada: así sabemos que hoy, de hecho, está lloviendo. Entonces el enunciado "Hoy está lloviendo" tiene sentido, porque podemos saber si es verdadero o es falso. Ahora, ¿Cómo sabemos que un enunciado como "El Ser es inmóvil" es verdadero? Obviamente nunca hemos visto tal cosa como "el Ser", y tampoco lo hemos visto moverse, permanecer quieto, o sonreír. ¿Entonces cómo sabemos si ese enunciado es verdadero? Los metafísicos hubieran respondido: por supuesto no a través de la evidencia empírica, pues esa clase de evidencia no nos ha llevado a hablar del Ser. Son enunciados que son demostrados por la pura razón, a priori. Pero recuérdese que los empiristas lógicos han negado que podamos hablar del mundo —enunciados sintéticos— sin experiencia de él —a priori—.
Los empiristas lógicos dicen: solo podemos hablar de cómo es el mundo si tenemos experiencia sensorial de él. Si hablamos del mundo, es porque lo percibimos mediante los sentidos. ¿Hay alguna otra manera de conocer el mundo, además de los sentidos? Sí, mediante el razonamiento lógico-deductivo, es decir, lo a priori, como las matemáticas, la lógica y los significados conceptuales.
El sentido de una proposición se determina, creyeron el primer Wittgenstein, Russell y los empiristas lógicos, por las experiencias sensoriales que nos pueden decir si esa proposición es verdadera o falsa. Si no hay experiencias sensoriales que nos puedan decir si "El Ser es inmóvil" es verdadero o falso, entonces "El Ser es inmóvil" carece de sentido.
Se puede aducir que 'el Ser es inmóvil' es un enunciado completamente bien estructurado, gramaticalmente hablando; pero los empiristas lógicos establecen que solo se pueden calificar como proposiciones aquellas que son producto de la lógica, de la matemática o que pueden ser empíricamente comprobadas —o, para Popper, susceptibles a la falsación—. Toda otra oración es una pseudoproposición.
Enunciados como "el Ser es inmóvil" o "la Nada nadea" parecen estar bien estructurados en una forma sujeto-predicado: "el Ser" y "la Nada" serían los sujetos de las dos frases; "es inmóvil" y "nadea" sus respectivos predicados. Sin embargo, 'Ser' y 'Nada' no son sujetos: uno es un verbo y el otro es un cuantificador. Cometemos la falacia de reificación al creer que son sujetos. En otras pseudoproposiciones tales como 'Dios posee infinitos atributos' o 'Tengo libre voluntad', el problema es que no hay manera de comprobar esto empíricamente: nadie puede ver a Dios y reconocerlo en sus infinitos atributos.
Los problemas de la metafísica, entonces, dicen los empiristas lógicos, son pseudoproblemas: no pueden resolverse, sino que deben disolverse mediante un análisis del lenguaje, con ayuda de la lógica. Tal análisis nos probará que no nos referíamos a cuestiones de hecho, sino que estábamos usando mal el lenguaje. Este mal uso es denominado por Carnap "lenguaje de pseudo-objeto", porque parece referirse a objetos o hechos en el mundo, pero no es así. El "lenguaje-objeto" real es el lenguaje de las ciencias, como proposiciones como "La Luna es redonda" o "El agua es H2O", que sí se refieren al mundo.
Por esto mismo, la metafísica sería borrada del mapa simplemente analizando y encontrando los errores que yacían en ella. Algo muy parecido sucedería con la ética y la estética. La ética se iría de la filosofía porque enunciados como "odiar es malo" no son en realidad enunciados declarativos —no hablan de cuestiones de hecho—, sino imperativos: dicen algo que debe hacerse. Sin embargo, estos imperativos cometen la falacia naturalista al derivar lo que debe ser el caso, de lo que de hecho es el caso. Por esto la ética se movería de la filosofía al campo de la psicología, que nos diría porqué de hecho creemos que ciertas cosas son buenas y otras malas. Lo mismo, con las apropiadas sustituciones, sucedería con la estética. Los elementos metafísicos de las dos materias serían, por supuesto, eliminados.

## Reduccionismo, enunciados protocolares, fundamentos del conocimiento y epistemología
Entonces: el sentido de una proposición se determina empíricamente. Si esto es así, entonces para toda proposición con sentido en el lenguaje-físico (como "La Luna es redonda"), hay una proposición en el lenguaje-sensorial que le corresponde. (Una proposición en lenguaje sensorial es la que reporta inmediatamente los datos recibidos por los cinco sentidos humanos, agregándole cuantificadores, conectivas y coordenadas espaciotemporales para hacerla significativa: "Hay un rojo blando y ácido aquí, en este momento"; o: "a las 7 de la mañana del jueves, vi un redondo blanco en tal y tal lugar").
Es decir, la oración "La Luna es redonda" puede reducirse a enunciados como "Hay un objeto blanco y redondo en este momento tal que lo llamamos Luna". Carnap y algunos otros, como Schlick, creían que estos enunciados eran el fundamento de nuestro conocimiento. Ellos llamaron a estos enunciados en el lenguaje-sensorial enunciados protocolares. Esto es, que para saber si estábamos justificados para decir que sabemos tal o cual proposición, debemos apelar a estos enunciados (recordemos que el sentido de una proposición son sus condiciones de verificación empírica).
Para otro miembro del Círculo de Viena, Otto Neurath, el fundamento del conocimiento no son estas proposiciones, y de hecho el conocimiento no tiene fundamento: el conocimiento se da solo entre sistemas coherentes de proposiciones, y la justificación no es asimétrica (esto es, no hay más justificación en una proposición que en otra), sino que se otorga mutuamente entre proposiciones. Moritz Schlick debatió con él y, de hecho, este mismo debate duraría —aun cuando el empirismo lógico ya había sido rechazado— en el centro de la epistemología por casi todo el siglo XX: el debate fundacionalismo/coherentismo.

## A priori
Hay 2 maneras en que una proposición puede tener sentido: hablando acerca del mundo y por tanto teniendo condiciones de verificación empírica bien determinadas, o no hablando acerca del mundo. Hemos visto que los enunciados acerca del mundo —sintéticos—, para los empiristas lógicos, solo podían ser a posteriori, es decir, solo comprobables empíricamente. Pero también hay otra manera de conocer algo: a priori.
Sé que 2×2 es 4, siempre, y no tengo —aunque puedo hacerlo, claro— que contar con mis dedos o encerrarme en el laboratorio para saberlo: lo sé solamente calculando. De la misma manera, sé que ningún soltero está casado, y sin necesidad de recurrir a un experimento. También sé que, por modus ponens, puedo deducir la proposición 'y' dadas dos premisas: si 'x', entonces 'y', y es el caso que 'x'. Para esto tampoco necesitó ninguna experimentación, no necesitó recurrir al mundo. Conozco esto de manera a priori, sin experiencia. Pero, como lo conozco sin necesidad de experiencia, entonces ni el modus ponens, ni la multiplicación de 2 por 2, ni la soltería de los no casados me dicen algo sobre el mundo. ¿Cómo iban a hacerlo, si puedo conocerlos sin experiencias empíricas? Y como no me dicen nada sobre el mundo, entonces son proposiciones analíticas, que son verdaderas solo en virtud del significado, y de las reglas estipuladas. "Todo soltero es no casado" es verdadero porque ser soltero significa no estar casado. 2×2=4 es verdadero por los usos estipulados que les damos a los signos '×' e ' = ', además de las reglas que seguimos al darles ese uso, y los significados que les damos a los signos 2 y 4. [(P-->Q)&P]-->Q es verdadero también porque así funciona nuestro lenguaje, y porque así hemos dicho que funcionan los signos & y --> y las metavariables P y Q.
Por esto, todas las verdades a priori son, para los empiristas lógicos, analíticas. Y como son a priori deben ser necesarias.
Recordemos que las proposiciones sintéticas son aquellas cuyo valor de verdad depende de los hechos en el mundo. Y por esto son contingentes: pueden o podrían no haber sucedido o no suceder. Yo podría no estar redactando este artículo (pues podría estar estudiando para el examen), tú podrías no estar leyendo esto, hoy puede llover, Sócrates podría no haber nacido, es posible que mañana muera el presidente de la nación.
Ahora, hemos dicho que los analíticos son verdaderos no en función del mundo, sino en función del significado y las reglas. '2–1=1' siempre va a ser verdadero, claro, siempre que haya tales significados y reglas. Pero si, en otro lenguaje, 'chango' fuera lo que nosotros entendemos por '2'; 'perro' lo que nosotros por '1'; 'corre' por '-'; y 'tira de materias' por ='; entonces 'chango corre perro tira de materias perro' seguiría siendo verdadero, puesto que no han variado las reglas de la 'operación', sino un cambio (renombramiento) en las variables involucradas.
Esto nos dice por qué todos los enunciados que son analíticos son a priori, y también necesariamente verdaderos. Cuando a una proposición o conjunto de proposiciones se les hace una tabla de verdad, y resulta que tal proposición es verdadera en todos los casos, se dice que esa proposición es tautológica. Esto sucede con las proposiciones analíticas, y justo por eso se dice que son necesarias.
Para los positivistas lógicos, entonces (siguiendo al primer Wittgenstein), todos los enunciados analíticos son tautologías, es decir, que son siempre verdaderas. (Los enunciados que son siempre falsos se llaman autocontradictorios).

## Unificación de la ciencia
Recordemos que un enunciado en el lenguaje físico puede reducirse a otro en el lenguaje sensorial: "ahí hay una mesa" puede reducirse a algo así como "en tal lugar y en tal momento, percibo color café, forma rectangular...", etcétera. Y estos enunciados serían la base de nuestro conocimiento.
Siendo esto así, entonces el proyecto empirista parecía posible: reducir toda la ciencia natural a enunciados protocolares. Carnap introduce —poco después y frente a los problemas que esto implicaba— además de experiencia sensorial, lógica y teoría de conjuntos.
Russel y Whitehead ya habían iniciado la tarea de la reducción de la matemática a la lógica. Si podíamos hacer esta reducción, los grandes teoremas y las enormes demostraciones resultarían más claras, pues conoceríamos los fundamentos. De igual manera, las teorías en las ciencias naturales serían más claras y más seguras conociendo en qué estaban fundadas: en qué enunciados protocolares.
Y como toda iba a ser reducido a enunciados protocolares, entonces la ciencia natural sería vista como un extenso conjunto de tales enunciados.

## Inducción y falsabilidad
Un enorme problema que Hume heredó es, básicamente, cómo justificamos la inducción (es decir, dicho vagamente, pasar de lo particular a lo general). Hume se dio cuenta de que no es válido pasar de lo que de hecho es y ha sido el caso, a lo que será o debe ser el caso, sin ninguna justificación para ello.
Este problema pone en cuestión toda la ciencia natural, que se basa en razonamientos inductivos. Así, algunos miembros del Círculo de Viena (entre ellos Carnap y Reichenbach) trataron de buscar una solución. Claro que no hubo una definitiva.
Karl Popper es un personaje muy relacionado con el Círculo de Viena, pero que nunca se confirmó positivista. Sin embargo, su filosofía estuvo muy cercana a la del Círculo. Su respuesta al problema de la inducción es que la ciencia no avanza confirmando teorías observacionalmente, sino demostrando que no contradicen la experiencia. Esto es, a grandes rasgos, el falsacionismo.
Popper critica severamente el inductivismo y lo desbanca de la filosofía de la ciencia moderna mediante la lógica y las tesis del falibilismo. Es más, demuestra que el justificacionismo científico es incorrecto debido a que los enunciados observables (empíricos) no pueden ser probados, sino que simplemente pueden ser aceptados o rechazados por convención atendiendo a las teorías experimentales, instrumentos y criterios racionales comúnmente aceptados en el momento.
Según el falsacionismo, una teoría solo será científica si junto a ella se declara qué hecho o conjunto de hechos podrían refutarla. Esto se conoce como el criterio de demarcación. Las hipótesis o teorías que no sean falsables de esta forma serán pseudocientíficas, mientras que las falsables serán científicas y podrán ser refutadas o corroboradas conforme se realicen experimentos, los cuales irán dirigidos a conseguir su refutación. Por otra parte, una teoría científica se rechazaría si es refutada, lo cual se consigue a través de un experimento que la contradiga. A este experimento se le suele llamar experimento crucial.

## Filosofía y análisis lógico
Ya Wittgenstein, en el Tractatus logico-philosophicus, había dicho que la única manera que quedaba de hacer filosofía, después de eliminar la metafísica, era el análisis.

Toda filosofía es “critica lingüística”. (En todo caso, no en el sentido de Fritz Mauthner.) Mérito de Russell es haber mostrado que la forma aparente de la proposición no tiene por qué ser su forma real.

La proposición es una figura de la realidad.

Esta es la propuesta del empirismo lógico: sin metafísica, psicología o ramas normativas, lo que queda es el análisis lógico. La filosofía sería el análisis de las proposiciones de la ciencia, que serían purificadas de todo sinsentido y toda metafísica, y fundamentadas en la teoría del conocimiento (epistemología).

## Críticas al positivismo lógico
Ludwig Wittgenstein en sus Investigaciones filosóficas, Popper en La lógica de la investigación científica, Quine en Desde un punto de vista lógico y otros, hicieron críticas a los postulados fundamentales del empirismo lógico. De hecho, nunca hubo un acuerdo unánime dentro del Círculo de Viena.[cita requerida]
Hempel (en "Problemas y cambios en el criterio empirista del significado") hizo críticas al verificacionismo de Ayer.
Popper criticó la idea de la inducción partiendo de la aplicación de la lógica formal. Según Popper, es inválido extraer enunciados generales a partir de enunciados particulares; es decir, es erróneo en términos lógicos, concluir del enunciado: algunos X se comportan de manera Z, el enunciado: todos los X se comportan de manera Z. Además, critica el verificacionismo, ya que en una teoría debe ser posible verificar todos los postulados para decir que es verdadera, lo cual es imposible. Más bien, se debería concluir que la teoría es falsa si una de sus predicciones es falsa (Falsacionismo de Popper).
Entre otros importantes críticos del positivismo lógico están Imre Lakatos, quien desarrolló el Falsacionismo sofisticado en los programas de investigación, Thomas S. Kuhn con su visión relativista, histórica y sociológica de la ciencia, con el principal aporte del término Paradigma y las Revoluciones científicas y Paul Feyerabend quien plantea que no existen criterios únicos de juicio y que promueve el Anarquismo Metodológico como una visión de ciencia más abierta y fructífera. Además, hace una apuesta por otros tipos de conocimiento, fuera del conocimiento científico, como es el conocimiento del psicoanálisis o de la brujería.[cita requerida]
Entre los críticos de origen hispanoamericanos del empirismo lógico destaca por la originalidad y envergadura de su propuesta alternativa el argentino Mario Bunge, quien a pesar de preconizar la potencia del análisis filosófico formal, se distancia del empirismo lógico por su defensa de una ontología materialista y por su realismo integral.

### El empirismo lógico como no cognitivamente significativo según sus propios criterios
Ha sido señalado por pensadores como, por ejemplo, el físico David Deutsch, que el empirismo lógico encierra un conflicto inmediato con sus propios términos. Esto se debe a que la frase que define el positivismo lógico es la siguiente: "un enunciado es cognitivamente significativo solo si, o posee un método de verificación empírica o es analítico". Ahora bien, este enunciado encerrado entre comillas no sería según el propio criterio contenido en él un enunciado cognitivamente significativo, dado que ni puede ser verificado empíricamente (pues no se presta a comprobación experimental), ni es analítico (puesto que no se trata de un enunciado propio del razonamiento matemático).
Sin embargo, es posible percibir si un enunciado tiene sentido. ¿Puedes saber cuál de los 3 enunciados tiene sentido?
1. "Abracadabra es una segunda intención".
2. "La bicicleta está a la izquierda del auto".
3. "Un extraterrestre inmaterial vive en un exoplaneta inmaterial".

Al ser verificable o falsable la segunda frase y existir coherencia interna entre los conceptos utilizados, notamos que tiene sentido.
El problema con esta objeción resulta al observar que otras como la teoría de la verdad como correspondencia (realismo científico) cae de manera obvia en la misma alegación de autorrefutación:
No existe ningún estado de cosas en el mundo que "se corresponda" con la proposición “una proposición es verdadera si y sólo si se corresponde con un estado de cosas en el mundo”.

## Positivismo, filosofía analítica y metafísica
La filosofía del positivismo lógico fue quizá una de las más influyentes durante la primera mitad del siglo XX, junto a la metafísica continental alemana y francesa. Aunque el positivismo lógico fue rechazado en sus mismos términos, su influencia perduró en lo que se conoce como filosofía analítica.
Sin embargo, creer que la filosofía analítica contemporánea es positivista, es un craso error.
Posteriormente se vio la necesidad de formular teorías metafísicas/ontológicas y éticas, pero, para evitar sinsentidos, ahora escudadas con la poderosa arma de la lógica.
Aún hoy sobrevive la ruptura entre las llamadas filosofía analítica y filosofía continental (herederos de Hegel, Heidegger, etc.), aunque existe una tendencia a desestimarla y/o intentar superarla.

## Personalidades
| - Kazimierz Ajdukiewicz - Alfred Jules Ayer - Richard Bevan Braithwaite - Rudolf Carnap - Herbert Feigl - Philipp Frank - Kurt Gödel - Kurt Grelling | - Hans Hahn - Carl Gustav Hempel - Tadeusz Kotarbinski - Thomas Kuhn - Stanislaw Lesniewski - Jan Łukasiewicz - Ernest Nagel - Otto Neurath | - Karl Raimund Popper - Hans Reichenbach - Moritz Schlick - Alfred Tarski - Kazimierz Twardowski - Friedrich Waismann - Ludwig Wittgenstein - Zaki Naguib Mahmoud |